# Diudit

Diudit bio je neretvanski vladar iz 9. stoljeća. Bio je suvladar ili nasljednik neretvanskoga kneza Družaka.
Za vrijeme njegove vladavine mletački dužd Petar Tradonik, iako je 839. sklopio mir s knezom Družakom, poveo je iduće godine rat protiv Neretvana. Diudit ga je tom prilikom teško porazio te je poginulo više od stotinu Mlečana.
U novijoj hrvatskoj historiografiji navodi se kao Ljudislav ili Ljudit, pa čak i Deodat.

### Članci
- Laušić, Ante. 1993. Diudit. Hrvatski biografski leksikon. Zagreb.  journal zahtijeva |journal= (pomoć)